# Maslinska gora
Maslinska gora (ar.: جبل الزيتون, الطور, Jabal az-Zaytūn, Aț-Țūr, heb.: הר הזיתים, Har HaZeitim) je gora istočno od jeruzalemskog Starog grada, danas dio grada Jeruzalema, koja je dobila naziv po brojnim nasadima maslina.
Maslinska gora se često spominje u Bibliji kao mjesto različitih događaja. U podnožju gore leži Getsemanski vrt, u kojem je prema Novom zavjetu uhićen Isus prije razapinjanja. Upravo na cesti koja vodi pored obronaka Maslinske gore, Isus je samo tjedan prije ujahao na magarici. Prema Djelima apostolskim Krist uzlazi na nebo s ovog mjesta 40. dan poslije uskrsnuća od mrtvih.
Maslinska gora je bila židovsko groblje tri tusuće godina i računa se da je u njemu oko 150 000 grobova. Veliki broj poznatih osoba je sahranjen na njoj, među njima političari i rabini, a smatra se da jedan grob pripada i sinu kralja Davida, Absalomu.
Prema židovskim vjerovanjima, kada se Mesija pojavi, upravo sahranjeni na Maslinskoj gori će uskrsnuti prvi.
Poslije 1948. godine Maslinska gora je pripadala Jordanu, a židovi nisu imali pristupa niti brdu niti groblju. 38 000 grobova je uništeno tijekom izgradnje ceste i oslobađanjem mjesta za uzgoj. Poslije Šestodnevnog rata 1967. Maslinska gora pripada Izraelu.

## Galerija
- Zaharijina grobnica
- Absalomova grobnica
- Grobnica Zaharije Hezira
- Židovsko groblje
- Crkva svih naroda
- Crkva Marije Magdalene
- Augusta Victoria
- Brigham Young University